# Alysia cingulata
Alysia cingulata är en stekelart som beskrevs av Christian Gottfried Daniel Nees von Esenbeck 1834. Alysia cingulata ingår i släktet Alysia och familjen bracksteklar. Inga underarter finns listade i Catalogue of Life.